# Lukáš Bauer (florbalista)
Lukáš Bauer (* 7. dubna 1991) je český florbalový brankář, pětinásobný mistr Česka a brankář sezóny, reprezentant a vicemistr světa z roku 2022. V nejvyšších florbalových soutěžích Česka a Švýcarska působí od roku 2008. Od sezóny 2016/2017 chytá za tým Florbal MB.

## Klubová kariéra

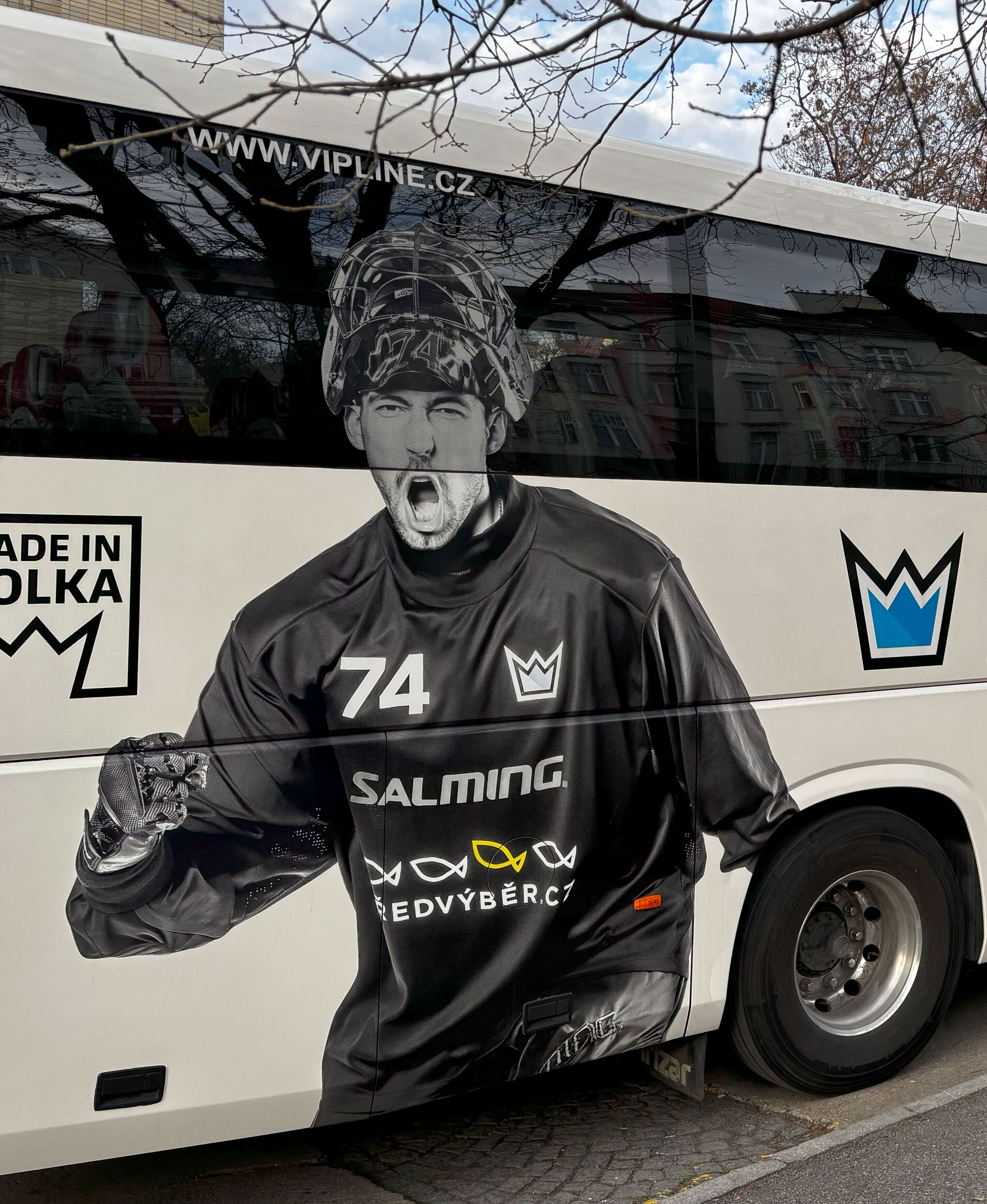
Bauer na klubovém autobuse Florbal MB

S florbalem začal v dětském věku v roce 2000 v klubu HC Lupáčova Coyotes (dnešní TJ Sokol Královské Vinohrady). Florbalovou kariéru zahájil v celku Tatran Střešovice, za který od roku 2008 ještě v juniorském věku nastupoval v některých zápasech nejvyšší soutěže. Formálně tak s Tatranem získal i mistrovský titul v sezóně 2007/2008. V sezónách 2010/2011 a 2011/2012 hostoval v týmu FBC Liberec, kde již chytal pravidelně. V dalších dvou letech hostoval v týmu BILLY BOY Mladá Boleslav, kde získal v sezóně 2013/2014 bronzovou medaili a Pohár.
V roce 2014, poté co v Boleslavi vybrali za hlavního brankáře Davida Rytycha, odešel chytat na dvě sezóny do švýcarské National League A do klubu UHC Grünenmatt. Ve švýcarské lize byl úspěšný a byl hodnocen jako jeden z nejlepších brankářů.
Po návratu ze Švýcarska začal opět chytat za Technology Florbal MB. Hned v první sezóně 2016/2017 získal s týmem titul vicemistra a v superfinále byl vyhlášen hráčem utkání týmu a následně i brankářem sezóny. V následující sezóně 2017/2018 pro Boleslav vychytal první klubový mistrovský titul a v dalším ročníku znovu získali stříbro. Po nedohrané sezóně 2019/2020, ve které Boleslav vyhrála základní část, byl vyhlášen podruhé brankářem sezóny. V sezóně 2020/2021 vychytal pro Boleslav druhé zlato a znovu byl vybrán za nejlepšího brankáře. V ročníku 2021/2022 titul s Boleslaví obhájili a na následném Poháru mistrů vychytal výhru v zápase o bronz.
Na Poháru mistrů 2025 se jako třetí český tým v historii probojovali do finále. V sezóně 2024/2025 získali čtvrtý ligový titul.

### Statistiky
| Sezóna    | Tým                      | Liga                | Z  | POG  | %úsp. | SO |
| --------- | ------------------------ | ------------------- | -- | ---- | ----- | -- |
| 2008/2009 | Tatran Střešovice        | Fortuna extraliga   | 3  | 5,44 | 81,63 | 0  |
| 2009/2010 | Tatran Střešovice        | Fortuna extraliga   | 1  | 2,00 | 91,66 | 0  |
| 2010/2011 | FBC Liberec              | Fortuna extraliga   | 24 | 5,46 | 81,71 | 0  |
| 2011/2012 | FBC Liberec              | Fortuna extraliga   | 25 | 4,39 | 83,14 | 0  |
| 2012/2013 | BILLY BOY Mladá Boleslav | AutoCont extraliga  | 25 | 4,98 | 79,74 | 0  |
| 2013/2014 | BILLY BOY Mladá Boleslav | AutoCont extraliga  | 25 | 5,18 | 80,72 | 0  |
| 2014/2015 | UHC Grünenmatt           | National League A   |    |      |       |    |
| 2015/2016 | UHC Grünenmatt           | National League A   |    |      |       |    |
| 2016/2017 | Technology Florbal MB    | Tipsport Superliga  | 22 | 3,77 | 82,68 | 3  |
| 2017/2018 | Technology Florbal MB    | Tipsport Superliga  | 26 | 3,90 | 80,34 | 0  |
| 2018/2019 | Technology Florbal MB    | Tipsport Superliga  | 25 | 4,53 | 77,35 | 0  |
| 2019/2020 | Technology Florbal MB    | Superliga florbalu  | 26 | 2,74 | 85,43 | 1  |
| 2020/2021 | Předvýběr.CZ Florbal MB  | Livesport Superliga | 26 | 3,12 | 82,14 | 0  |
| 2021/2022 | Předvýběr.CZ Florbal MB  | Livesport Superliga | 26 | 3,54 | 75,85 | 1  |
| 2022/2023 | Předvýběr.CZ Florbal MB  | Livesport Superliga | 25 | 4,77 | 78,35 | 0  |

## Reprezentační kariéra

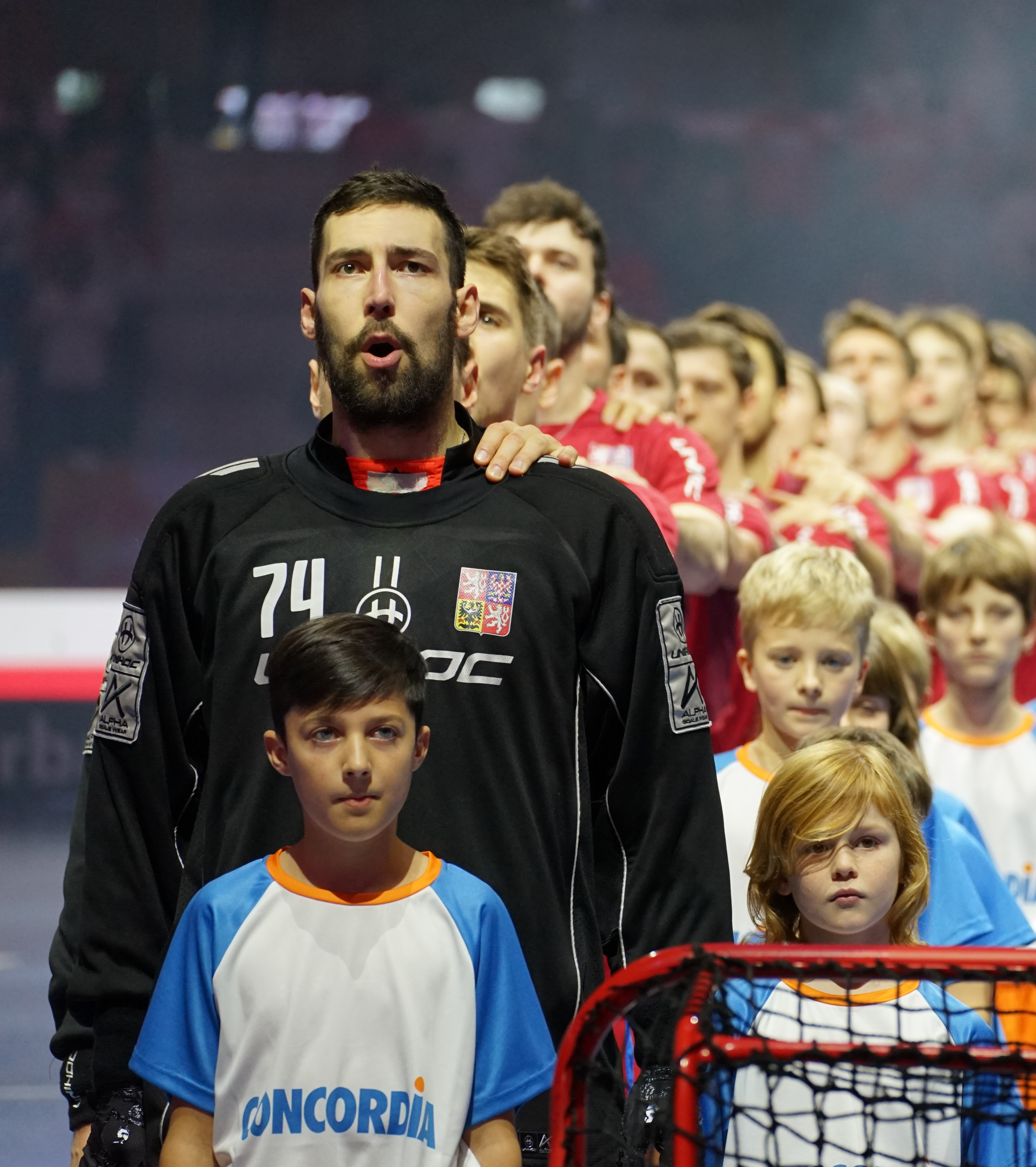
Bauer před finále Mistrovství světa 2022

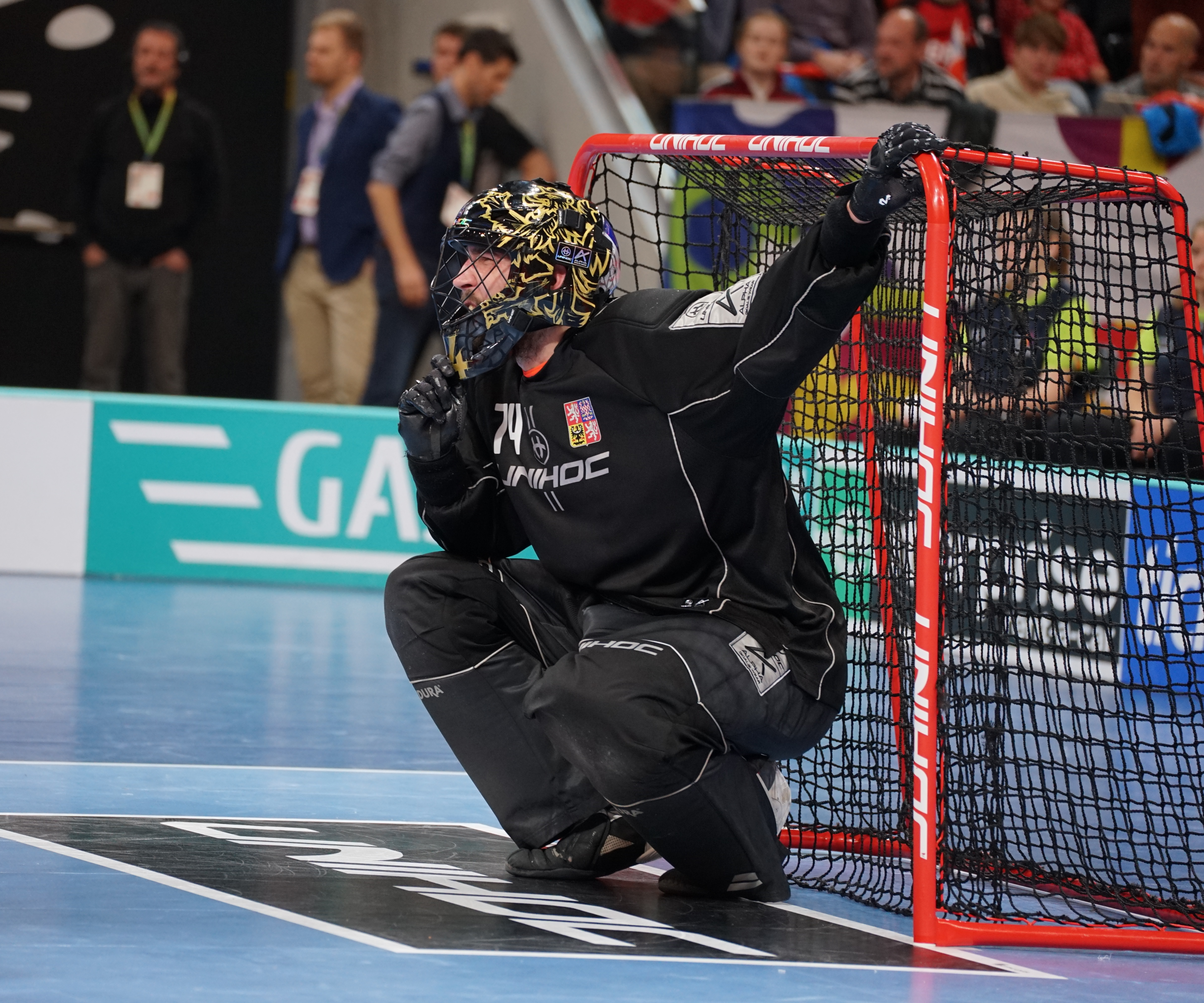
Bauer na Mistrovství světa 2022

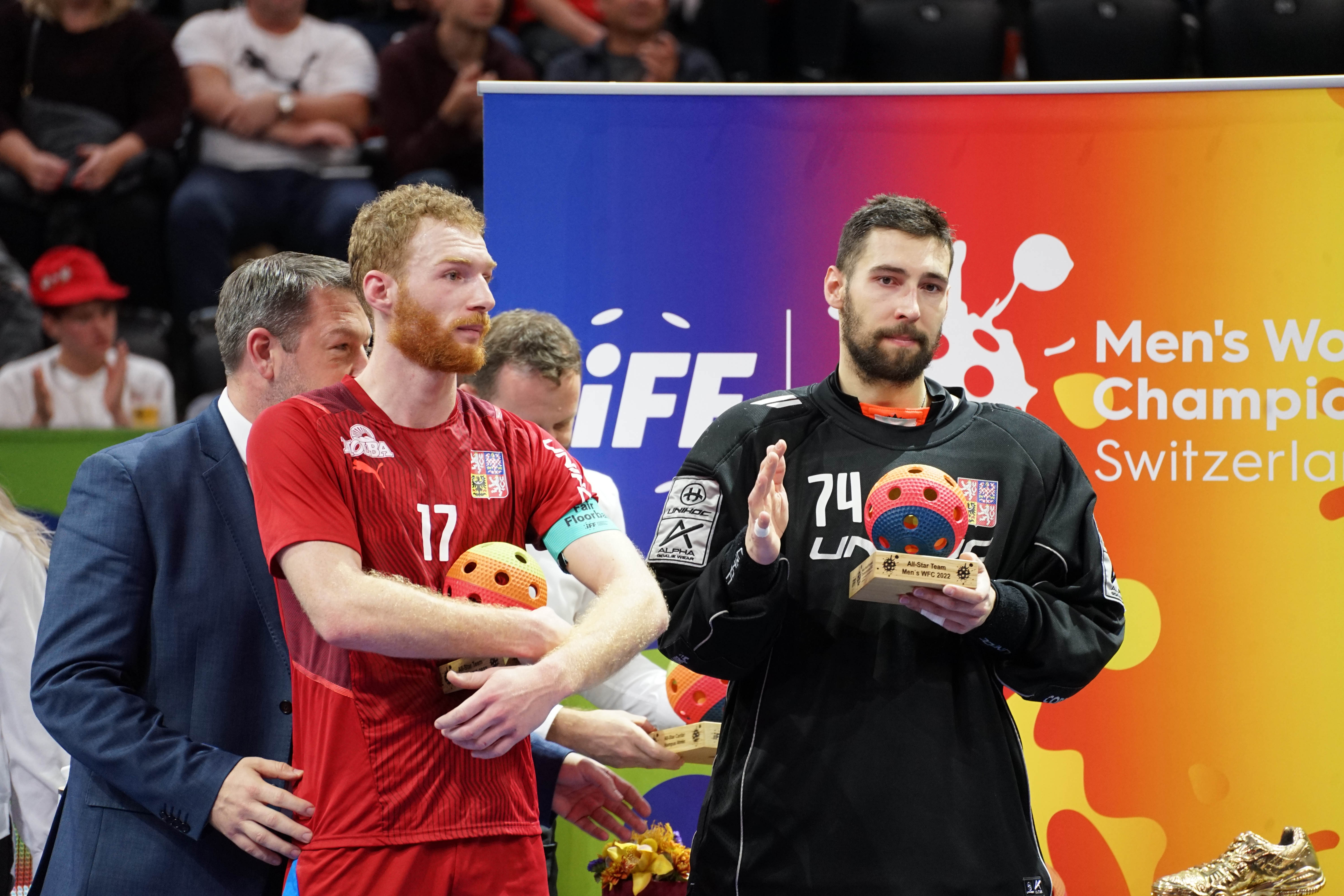
Bauer (vpravo) v All Star týmu Mistrovství světa 2022

Bauer v juniorské kategorii chytal na Mistrovství světa v roce 2009, kde Češi skončili čtvrtí.

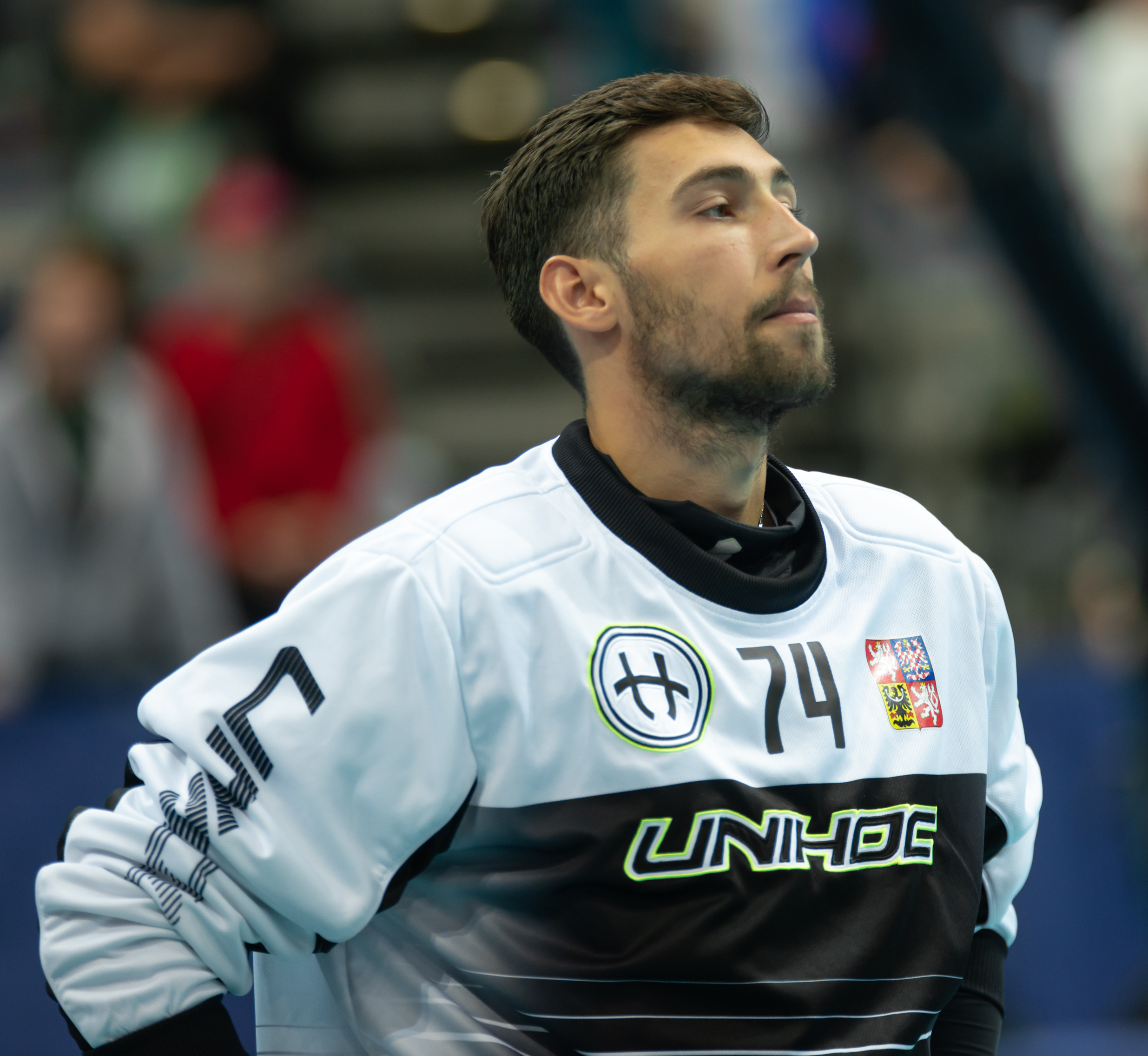
Bauer na Mistrovství světa 2018

Za mužskou reprezentaci hrál na Světových hrách 2017 a jako druhý brankář vedle Lukáše Součka na mistrovství v roce 2018, kde Češi byli také čtvrtí. Na Euro Floorball Tour (EFT) v říjnu 2021 vychytal druhou výhru Česka proti Švédsku a čtvrtou proti Finsku v historii. V prosinci téhož roku získal bronz na Mistrovství světa a byl zařazen do All Star týmu turnaje. Další bronz pak získal na Světových hrách 2022.
Na Mistrovství světa v roce 2022, kde Česko získalo po 18 letech druhou stříbrnou medaili, byl znovu zařazen do All Star týmu turnaje. V zápase ve skupině vychytal první českou remízu se Švédskem na mistrovství v historii a byl vybrán hráčem zápasu. V listopadu 2023 s týmem potřetí vyhráli turnaj EFT, na kterém porazili dosud nejvyšším rozdílem 12:8 Švédsko a jako první v historii jim nastříleli dvoumístný počet branek.
V kvalifikaci na Mistrovství světa 2024 vychytal v zápase proti Polsku svoji první reprezentační nulu. Na samotném šampionátu již většinu zápasů nehrál, chytal ale ve vítězném zápase o bronz.

### Statistiky
| Umístění         | Soutěž                                            | Z | POG  | %úsp. | SO |
| ---------------- | ------------------------------------------------- | - | ---- | ----- | -- |
| 4.               | Mistrovství světa ve florbale do 19 let 2009      |   |      |       |    |
| 4.               | Florbal na Světových hrách 2017                   |   |      |       |    |
| 4.               | Mistrovství světa ve florbale 2018                | 1 | 4,00 | 66,66 | 0  |
| Bronzová medaile | Mistrovství světa ve florbale 2020 (All Star tým) | 5 | 2,60 | 84,88 | 0  |
| Bronzová medaile | Florbal na Světových hrách 2022                   | 5 | 3,75 | 72,22 | 0  |
| Stříbrná medaile | Mistrovství světa ve florbale 2022 (All Star tým) | 5 | 3,5  | 77,66 | 0  |
| Bronzová medaile | Mistrovství světa ve florbale 2024                | 2 | 1,00 | 92,86 | 1  |

## Ocenění
Bauer byl v Anketě Innebandymagazinet vybrán za rok 2021 za sedmého nejlepšího hráče světa, a prvního brankáře.
V sezónách 2016/2017, 2019/2020 až 2022/2023 byl pětkrát zvolen za nejlepšího českého brankáře. Byl tak po Tomáši Kafkovi druhým brankářem, který získal toto ocenění více než čtyřikrát.